# 俄語髒話

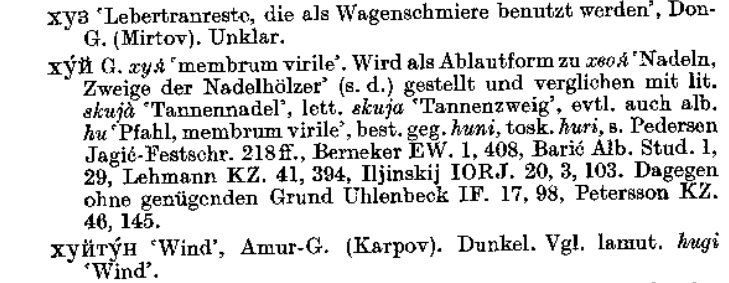
1950年代發行的馬克斯·法斯麥爾的著作俄语词源词典（Russisches etymologisches Wörterbuch）中收錄的髒話詞彙“хуй”（“khuy”）

俄語髒話（羅馬化：mat / matershchina / materny yazyk）是俄语和其他一些斯拉夫语族中指粗俗、淫秽或亵渎的話語。2014年，聯邦通監局編制了俄語的四個詞根列表，以及從這些詞根派生的任何單詞 - 名詞、形容詞、動詞、分詞等它認為“在大眾媒體中絕對不可接受」它們分別為：“хуй”、“пизда”、“ебать”和“блядь”。由於聯邦通監局是合法有權做出此類決定的政府機構，因此這被認爲是俄羅斯現行法律對所謂“髒話”的定義。

## 備注
1. ↑  羅馬化：khuy；意为“阴茎，鸡巴”
2. ↑  pizda；意为「女陰」或「屄」
3. ↑  yebat'；意为“性交，肏”
4. ↑  blyad'（或блять, blyat'）；字面上为“妓女，婊子”，但實際上意為「屌」（港）、「幹」（臺）或「操」（陸），即大概與英語fuck同等